# محمد طاهر خاقانی
محمد محمد طاهر آل‌شبیر خاقانی (عربی: محمد محمد طاهر آل شبیر الخاقانی) (متولد ۱۹۴۰) یکی از مراجع شیعه دوازده امامی عراق است.
وی در حوزه‌های علمیه نجف عراق نزد ابوالقاسم خویی و محمدرضا گلپایگانی تحصیل علم کرده‌است.

## تحصیلات
ایشان پس از گذراندن دوره مقدماتی علوم دینی نزد پدرش، در سال ۱۳۴۴ به نجف رفت و دروس عالی فقه و اصول را از اساتیدی همچون میرزا محمدحسین نائینی، آقا ضیاءالدین عراقی، سید ابوالحسن اصفهانی و سید عبدالهادی شیرازی فراگرفت و از برخی از آنان اجازه اجتهاد را دریافت کرد. فلسفه و حکمت و عرفان را نیز از استادان بزرگ نجف آموخت.

وی از آقا ضیاءالدین عراقی و عبدالمحسن خاقانی اجازه روایت گرفت و سید شهاب‌الدین مرعشی نجفی از او اجازه روایت داشت.